# Siege (группа)
Siege (с англ. Осада) — американская хардкор-панк группа из Уэймут, штат Массачусетс. Образованная в 1981 году, была в числе групп Бостонской хардкор-сцены в период с 1984 по 1985, затем воссоединились ненадолго в 1991 году. Гитарист Курт Хабел и барабанщик Роб Уильямс вновь возродили группу в 2016 году.
Сначала Siege много экспериментировали со своим звучанием, делая его более быстрым и экстремальным. Группа считается одним из пионеров грайндкора и пауэрвайоленс поджанров. Последующие музыканты положительно отзывались о группе, оказавшее на них большое влияние, в том числе британская грайндкор-группа Napalm Death и американская трэшкор-группа Dropdead, чье название было взято из названия демо-ленты группы Siege.

## История

### Формирование, ранние годы (1981–1984)
Будучи подростками, участники того, что впоследствии стало Siege, начали играть вместе в 1981 году в городе Уэймут. Гитарист Курт Хабельт, басист Хэнк МакНэми и барабанщик Роб Уильямс репетировали в то время вместе неформально.  Они завершили классический состав Siege в 1983 году, наняв вокалиста и временного саксофониста Кевина Махони из соседнего Брейнтри.
Они называли себя панк-группой «второй волны». Определяющими факторами, влияющими на их звучание назвали хардкор-панк и новую волну британских хэви-металлических групп, а также желание играть быстрее, чем их предшественники. Первое официальное выступление состоялось на «Битве оркестров» в начале 1984 года в средней школе Уэймут-Норт. Они были дисквалифицированы за ненормативную лексику и за то, что МакНэми показательно разбил  на сцене свою бас-гитару.